# Tanju Çolak
Tanju Çolak (Samsun, 10 november 1963) is een Turks oud-voetballer. Tijdens zijn voetbalcarrière werd hij Bay Gol (Meester Goal) genoemd.

## Clubcarrière
Çolak is begonnen met zijn profcarrière bij Samsun Yolspor daarna transfereerde hij naar de Turkse subtopper Samsunspor. Bij deze club werd hij twee keer topscorer van de Süper Lig (1985-1986, 1986-1987). De Turkse topploeg Galatasaray trok de aandacht op deze speler en nam hem over van Samsunspor. Hij werd al bij zijn eerste seizoen bij Galatasaray topscorer in 1987-1988 met 39 goals. Met dit aantal werd hij ook Europees topscorer in dat jaar.
Met Galatasaray behaalde hij nog de halve finale van de UEFA Champions League in 1988-1989, hij was toen bekend omwille van zijn goals tegen Neuchâtel Xamax FC en AS Monaco. In 1990-1991 werd hij nog eens voor de vierde keer topscorer van de Süper Lig en bereikte hij het hoogtepunt van zijn carrière. Na vier jaar avontuur bij Galatasaray werd hij weggeplukt door Fenerbahçe. Bij deze club werd voor de vijfde en meteen ook de laatste keer topscorer van de Süper Lig. Ten slotte beleefde hij een kortstondig avontuurtje bij Istanbulspor in de Turkse tweede klasse.

## Interlandcarrière
Çolak speelde 31 interlands voor Turkije en scoorde negen keer voor de nationale ploeg. Hij maakte zijn debuut op 4 april 1984 in de vriendschappelijke thuiswedstrijd tegen Hongarije, die met 6-0 werd gewonnen door de Turken.
| Interlanddoelpunten | Interlanddoelpunten | Interlanddoelpunten | Interlanddoelpunten                      | Interlanddoelpunten | Interlanddoelpunten | Interlanddoelpunten | Interlanddoelpunten |
| #                   | Datum               | Locatie             | Wedstrijd                                | Goal(s)             | Score               | Uitslag             | Wedstrijd           |
| ------------------- | ------------------- | ------------------- | ---------------------------------------- | ------------------- | ------------------- | ------------------- | ------------------- |
| 1                   | 11/12/1985          | Adana               | Turkije – Polen                          | 86'                 | 1 – 1               | 1 – 1               | Oefenduel           |
| 2                   | 04/03/1987          | Istanboel           | Turkije – Roemenië                       | 89'                 | 1 – 3               | 1 – 3               | Oefenduel           |
| 3                   | 25/03/1987          | Istanboel           | Turkije – Duitse Democratische Republiek | 76'                 | 3 – 1               | 3 – 1               | Oefenduel           |
| 4                   | 21/09/1988          | Istanboel           | Turkije – Griekenland                    | 9'                  | 1 – 0               | 3 – 1               | Oefenduel           |
| 5                   | 02/11/1988          | Wenen               | Oostenrijk – Turkije                     | 81'                 | 3 – 2               | 3 – 2               | WK-kwalificatie     |
| 6                   | 30/11/1988          | Istanboel           | Turkije – Duitse Democratische Republiek | 24'                 | 1 – 0               | 3 – 1               | WK-kwalificatie     |
| 7                   | 30/11/1988          | Istanboel           | Turkije – Duitse Democratische Republiek | 65'                 | 2 – 0               | 3 – 1               | WK-kwalificatie     |
| 8                   | 12/04/1989          | Maagdenburg         | Duitse Democratische Republiek – Turkije | 21'                 | 0 – 1               | 0 – 2               | WK-kwalificatie     |
| 9                   | 05/09/1990          | Boedapest           | Hongarije – Turkije                      | 54'                 | 3 – 1               | 4 – 1               | Oefenduel           |

## Veroordeling
In 1994 werd Çolak in opdracht van de Minister van Buitenlandse Zaken in de hoofdstad van Macedonië, Skopje, gearresteerd op verdenking van het illegaal invoeren en verhandelen van een groot aantal auto's van het merk Mercedes. Vervolgens is hij veroordeeld tot negen jaar celstraf, waardoor hij een punt achter zijn carrière heeft moeten zetten.

## Erelijst
- 2 maal topscorer bij Samsunspor in 1985-1986 (33 goals) en 1986-1987 (25 goals)
- 2 maal topscorer bij Galatasaray in 1987-1988 (39 goals) en 1990-1991 (31 goals)
- 1 maal topscorer bij Fenerbahçe in 1992-1993 (27 goals)
- In zijn carrière kwam hij 240 keer tot scoren in 252 wedstrijden.
- Süper Lig gewonnen in 1987 met Galatasaray.
- Hij heeft 31 caps verzameld bij het Turks voetbalelftal en scoorde hierin negen keer.
- Meeste goals in een match (6 in 1992-1993 met Fenerbahçe).
- Meeste goals in een seizoen (39 goals in 1987-1988 met Galatasaray).
- Winnaar Gouden Schoen; hij werd verkozen tot Europees topschutter van het seizoen.